# روتاوا
روتاوا (به چکی: Rotava) یک منطقهٔ مسکونی و شهرستان دارای شهرک سابقاً روستا در جمهوری چک است که در ناحیه سوکولوو واقع شده‌است. روتاوا ۳٬۴۴۲ نفر جمعیت دارد.

## خواهرخوانده
شهر ویتشوچیم خواهرخواندهٔ روتاوا هست.